# Dolicholister filiformis
Dolicholister filiformis är en skalbaggsart som först beskrevs av Heinrich Bickhardt 1911.  Dolicholister filiformis ingår i släktet Dolicholister och familjen stumpbaggar. Inga underarter finns listade i Catalogue of Life.